# Gazzetta di Modena

Mario Molinari, L'uscita della Gazzetta di Modena, 1948

La Gazzetta di Modena, fondata nel 1859, è il principale quotidiano di Modena e provincia.

## Storia

### Dal 1859 al 1877

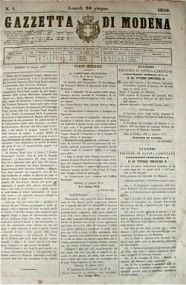
Il N. 1 della «Gazzetta di Modena», uscito il 20 giugno 1859.

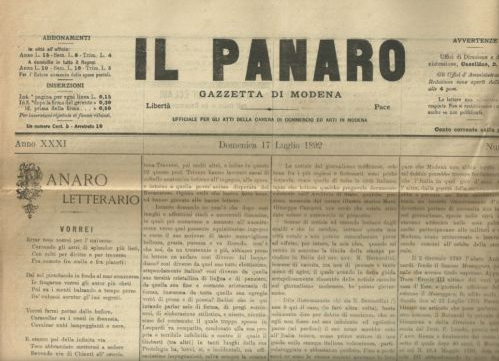
«Il Panaro-Gazzetta di Modena» del 17 luglio 1892.

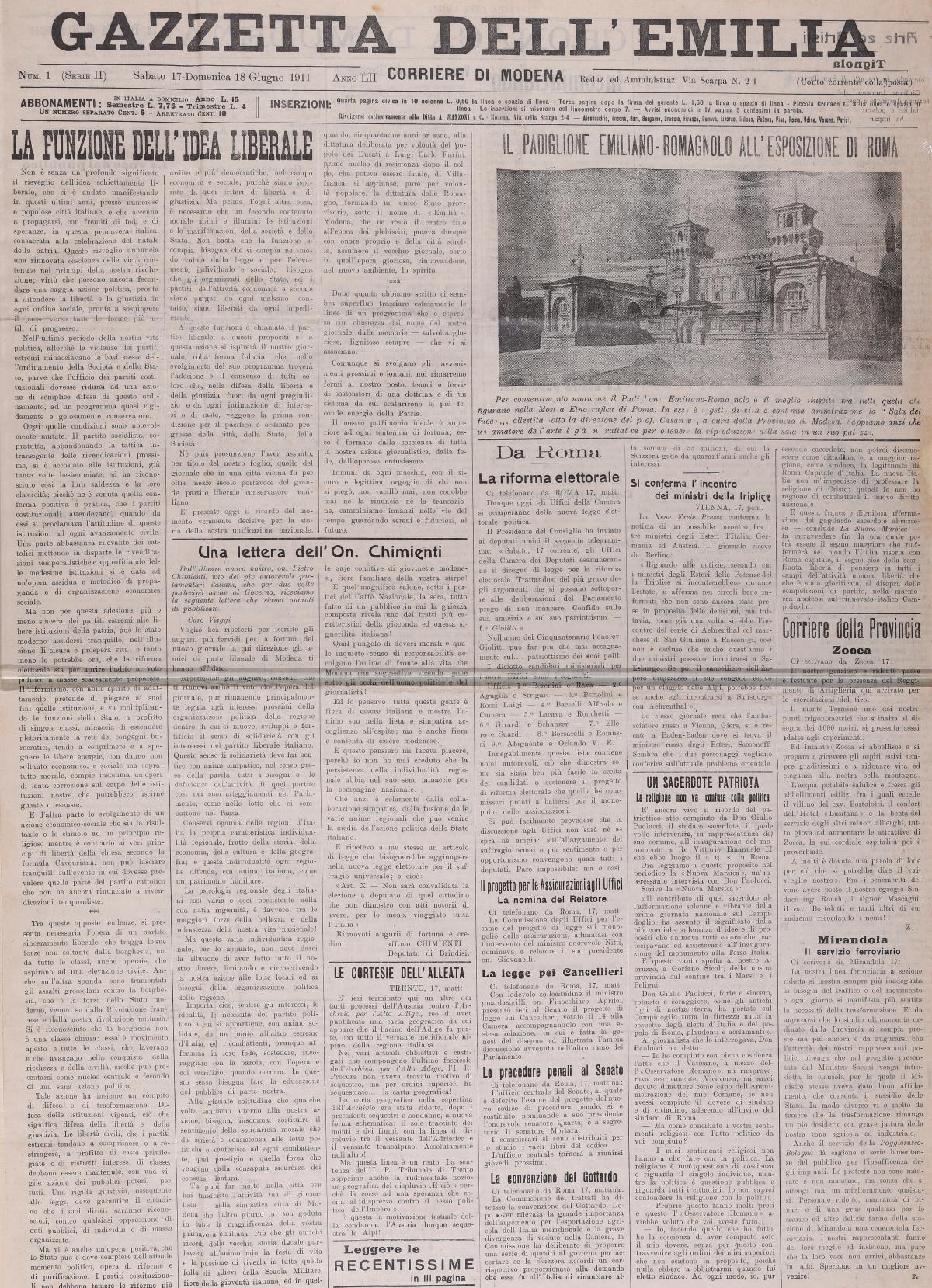
La «Gazzetta dell'Emilia» del 17-18 giugno 1911.

Fu fondata il 20 giugno 1859, nove giorni dopo il passaggio della città dal Ducato di Modena e Reggio al Regno di Sardegna.
Nel 1877 il governo scelse l'altro quotidiano cittadino Il Panaro (nato il 25 gennaio 1862) come «Giornale officiale per le inserzioni degli atti giudiziari ed amministrativi». La Gazzetta fu assorbita dal giornale concorrente, che uscì con la doppia titolazione Il Panaro - Gazzetta di Modena.

### Dal 1911 ad oggi
Il 17 giugno 1911 uscì a Modena la Gazzetta dell'Emilia-Corriere di Modena. La testata nacque sulle ceneri della Gazzetta dell'Emilia (1868-1911), quotidiano fondato a Bologna nel 1868. Chiuso all'inizio di giugno 1911, il giornale fu rifondato a Modena. La nuova testata recò l'indicazione "Anno LII", per indicare una continuità ideale con la Gazzetta di Modena, fondata 52 anni prima. Nel 1914 chiuse Il Panaro; da allora la Gazzetta dell'Emilia rimase il principale quotidiano della città.
Nel 1945, dopo la fine della Seconda guerra mondiale, il giornale fu sospeso dagli Alleati per la sua compromissione con la Repubblica Sociale Italiana. Nacque L'Unità democratica, organo nel Comitato di Liberazione Nazionale modenese.
Nel 1947 il quotidiano riprese il proprio nome originale. Da allora la testata ha assunto le seguenti denominazioni:
- La Gazzetta di Modena Anno LXXXVIII, n. 1 (febbraio 1947) - Anno XCIV, n. 304 (dicembre 1953);
- Gazzetta dell'Emilia Anno XCIV, n. 305 (dicembre 1953) - Anno CVIII, n. 309 (dicembre 1967);
- Gazzetta di Modena Anno CX, n. 1 (gennaio 1968) - Anno CXIX, n. 16 (gennaio 1977);
- Nuova Gazzetta di Modena Anno I, n. 1 (24 marzo 1981) - oggi.

Il giornale è appartenuto al gruppo editoriale GEDI-la Repubblica fino al 14 dicembre 2020.
Dal 15 dicembre 2020 è edita dal gruppo Gruppo SAE, che pubblica anche Gazzetta di Reggio, La Nuova Ferrara ed Il Tirreno.

## Direttori
- Cesare Viaggi, 1911-1937[5].
- Giuseppe Bertoni (dal 15 aprile 1940)
- Rodolfo Monti (dal 16 maggio 1942)[5]
- Erminio Porta (dopo il 25 luglio 1943)
- Enrico Cacciari (dopo l'8 settembre 1943)
- Vittorio Querel (dal gennaio 1944 al 21 aprile 1945). La Gazzetta di Modena cessa le pubblicazioni
- Erminio Porta (dal 28 aprile 1945) . Nasce L'Unità democratica, organo del Comitato di Liberazione Nazionale[5]. Il quotidiano esce fino al 10 febbraio 1947[9].
- Dalla rifondazione come Nuova Gazzetta di Modena, il 24 marzo 1981[10], si avvicendarono alla direzione Candido Bonvicini, Umberto Marchesini, Carlo Accorsi e Pier Vittorio Marvasi fino al 1988.
- Antonio Mascolo (dicembre 1988 - 25 marzo 2008)
- Claudio Salvaneschi[11][12].
- Antonio Ramenghi (- fino al marzo 2012)[13]
- Enrico Grazioli (marzo 2012 - 10 gennaio 2019[14].
- Roberta Giani, (11 gennaio 2019 - 14 dicembre 2020[15][16].
- Giacomo Bedeschi (dal 15 dicembre 2020 - 28 febbraio 2023)[16].
- Luciano Tancredi (1º marzo 2023 - 3 luglio 2023)[17]
- Cristiano Meoni (4 luglio 2023 - in carica)[2]